# Villadangos del Páramo
Villadangos del Páramo es un municipio y lugar español de la provincia de León, en la comunidad autónoma de Castilla y León. Cuenta con una población de 1235 habitantes (INE 2024).

## Toponimia
Villadangos significa villa de Eneco. Eneco, nombre vascón, fue su fundador o uno de sus propietarios en la Reconquista. Otras fuentes la denominan Villa de Angos (o Ancos), de origen franco, muy probable estando en el Camino de Santiago (aunque existe otra localidad en plena cordillera Cantábrica con un nombre parecido, Viadangos de Arbas).

## Naturaleza
Laguna de Villadangos
En las cercanías del pueblo se sitúa la laguna de Villadangos, conocida localmente como el estanque. La zona sobre la que se sitúa la laguna era una zona inundable en épocas invernales. Sin embargo, en los años 1940, se embalsó para tener agua disponible para riego. Tras la construcción del canal de Villadangos, perdió su uso agrícola y fue abandonada en los años 1980. En la actualidad es una zona de alto valor ecológico, con numerosas especies de aves y anfibios. Está incluida en el Catálogo de Zonas Húmedas de Castilla y León.

## Historia
Villadangos parece haber tenido su origen en un asentamiento Astur, conquistado por los romanos sin violencia. En la época medieval, y fruto de las incursiones musulmanas, la villa sufre el abandono hacia el año 714.
Durante un siglo y medio, la meseta leonesa permanecerá deshabitada hasta la repoblación llevada a cabo por los reyes de León, a finales del siglo IX o principios del X, mediante pequeños núcleos familiares.
Villadangos fue escenario de un enfrentamiento armado entre gallegos partidarios de doña Urraca y aragoneses partidarios de Alfonso I El Batallador, que se disputaban la posesión del príncipe Alfonso, hijo de la primera y futuro Alfonso VII. Este hecho ocurrió cerca del actual barrio de la Estación, en septiembre de 1111, en el lugar conocido como La Matanza".
Fue señorío eclesiástico desde 1112 hasta 1580, fecha en que pasa a ser civil. En 1788 Carlos III crea el título de Marqués de Villadangos, perdurando probablemente hasta 1837.
Hasta finales del siglo XIX sus habitantes se dedicaron fundamentalmente a la ganadería menor (ovina y caprina) y a la agricultura de subsistencia. Como consecuencia de la llegada del ferrocarril, surge un pequeño núcleo de industrias y firmas comerciales que proporcionan al pueblo un periodo de progreso considerable. Alcanza su mayor densidad demográfica hacia 1950, fecha en que el pueblo llega a tener 700 habitantes. Alrededor de la estación de ferrocarril se creó un núcleo de población que se denominó Barrio de la estación, donde proliferaron las industrias.
A partir de la concentración parcelaria y la puesta en marcha del proyecto Riegos del Páramo (1967), Villadangos entra en un nuevo periodo de desarrollo agrícola y ganadero, en paralelo con el sector servicios y el industrial. Dichos Riegos del Páramo tienen su sustento en la construcción del embalse de los Barrios de Luna, desde el cual se distribuye el agua de regadío para todas las tierras del páramo a través de una red de canales y acequias que las atraviesan.
En la actualidad es la sede del ayuntamiento de su nombre, comprendiendo a su vez las pedanías de Celadilla del Páramo y Fojedo del Páramo con una población de más de 1000 habitantes.

### Guerra Civil y exhumaciones de 2022
A pesar de que Villadangos no formó parte del frente de batalla, durante la guerra civil española el monte de Villadangos fue escenario de fusilamientos entre septiembre y noviembre de 1936. Se estima en unos 85 el número de simpatizantes republicanos asesinados, la mayor parte procedentes del campo de concentración franquista de San Marcos, de los que al menos 71 terminaron arrojados a una fosa común del cementerio de la localidad y otros 13 enterrados en una fosa en Fojedo del Páramo. En febrero de 2022 se pudieron realizar las primeras exhumaciones, en el marco de la Ley de Memoria Histórica, a pesar de la inicial oposición del Ayuntamiento y de una junta vecinal cuya votación terminaría siendo anulada por la Junta de Castilla y León. Han sido recuperados restos pertenecientes a diez personas aunque se tiene constancia de más cuerpos, ubicados bajo panteones construidos en los años 60 a pesar de que se conocía la existencia de dichas fosas.

## Demografía
Cuenta con una población de 1235 habitantes (INE 2024).
| Gráfica de evolución demográfica de Villadangos del Páramo entre 1842 y 2021                                          |
| |
| Población de derecho según los censos de población del INE. Población de hecho según los censos de población del INE. |

## Polígono industrial
El polígono se encuentra junto a la N-120 y la AP-71, que conectan León y Astorga. Además se localiza al lado de la vía ferroviaria que comunica León con Galicia. Fue inaugurado en 2006 y se ha ido ampliando a lo largo de los años. Da empleo a más de 5000 trabajadores. Cuenta con empresas de multitud de sectores como la manufacturación y la distribución, pero sus principales empresas se encuentran en la rama de la logística. Destacan diversas compañías:
- Centro logístico de Mercadona: fue inaugurado en 2008 y da empleo a 950 trabajadores. Es el nodo logístico del noroeste para la empresa, suministrando a más de 175 supermercados en Castilla y León, Galicia, Asturias y Portugal.[13]
- Centro logístico de Decathlon: inaugurado en 2019, ocupa una superficie de 32.645 m² y da servicio a 37 tiendas en el norte de España. Emplea a más de 180 profesionales.[14]
- Miguelez: la empresa dedicada a la fabricación de cables eléctricos de baja tensión inauguró en 2019 las instalaciones, las cuales están dedicadas exclusivamente al almacenamiento del cable y a los procesos de empaquetado y logística. Da emplea a 90 personas.[15]
- Coated Solutions: la empresa, filial de NSR, emplea 220 personas y se dedica a la fabricación de distintos productos de acero.[16]

## Administración y política
El municipio está compuesto de cinco entidades de población: Villadangos del Páramo, Celadilla del Páramo, Fojedo del Páramo, la urbanización Camino de Santiago y Barrio de la Estación. Las tres primeras cuentan con sus respectivas juntas vecinales.
Villadangos del Páramo ha estado gobernando por el PP y sus antecesores desde la transición, sin contar con el primer edil, el cual era un candidato independiente.
| Alcaldes de Villadangos del Páramo | Alcaldes de Villadangos del Páramo | Alcaldes de Villadangos del Páramo |
| ---------------------------------- | ---------------------------------- | ---------------------------------- |
| Periodo                            | Nombre                             | Partido                            |
| 2023 -                             | Alejandro Barrera García           | PP                                 |
| 2019 - 2023                        | Alejandro Barrera García           | PP                                 |
| 2015 - 2019                        | Teodoro Martínez Sánchez           | PP                                 |
| 2011 - 2015                        | Teodoro Martínez Sánchez           | PP                                 |
| 2007 - 2011                        | Teodoro Martínez Sánchez           | PP                                 |
| 2003 - 2007                        | Teodoro Martínez Sánchez           | PP                                 |
| 1999 - 2003                        | Teodoro Martínez Sánchez           | PP                                 |
| 1995 - 1999                        | Pilar González Villadangos         | PP                                 |
| 1991 - 1995                        | Pilar González Villadangos         | PP                                 |
| 1987 - 1991                        | Pilar González Villadangos         | AP                                 |
| 1983 - 1987                        | Santos Argüello Gutiérrez          | Coalición Popular                  |
| 1979 - 1983                        | Miguel Fuertes González            | Independiente                      |

La supremacía del Partido Popular en la administración municipal ha sido posible gracias a las sucesivas mayorías absolutas en los comicios, siendo el año 2019 el período en el cual dicha hegemonía estuvo más próxima a desvanecerse. En ese momento, un trasvase de 22 votos desde el Partido Popular hacia el Partido Socialista habría resultado en que los socialistas alcanzaran 3 concejales, mientras que los populares se situarían con 4 y la posible perdida de la alcaldía.
En las elecciones municipales del año 2023, el Partido Popular registró un aumento significativo en el respaldo electoral, recuperando su sólida mayoría, principalmente atribuible a la desaparición de Ciudadanos del panorama político. En dichos comicios, cabe destacar la incursión en la escena política municipal de Vox y Páramo Vivo, una agrupación de electores auspiciada por Apolinar Fernández Franco, presidente de la junta vecinal de Celadilla del Páramo. Mientras que Vox no consiguió representación al contabilizar 15 votos, Paramo Vivo logró obtener 94 votos y un concejal, situándose como la tercera fuerza política.
| Resultados elecciones municipales en Villadangos del Páramo | Resultados elecciones municipales en Villadangos del Páramo | Resultados elecciones municipales en Villadangos del Páramo | Resultados elecciones municipales en Villadangos del Páramo | Resultados elecciones municipales en Villadangos del Páramo | Resultados elecciones municipales en Villadangos del Páramo | Resultados elecciones municipales en Villadangos del Páramo | Resultados elecciones municipales en Villadangos del Páramo | Resultados elecciones municipales en Villadangos del Páramo | Resultados elecciones municipales en Villadangos del Páramo | Resultados elecciones municipales en Villadangos del Páramo | Resultados elecciones municipales en Villadangos del Páramo | Resultados elecciones municipales en Villadangos del Páramo | Resultados elecciones municipales en Villadangos del Páramo | Resultados elecciones municipales en Villadangos del Páramo | Resultados elecciones municipales en Villadangos del Páramo |
| ----------------------------------------------------------- | ----------------------------------------------------------- | ----------------------------------------------------------- | ----------------------------------------------------------- | ----------------------------------------------------------- | ----------------------------------------------------------- | ----------------------------------------------------------- | ----------------------------------------------------------- | ----------------------------------------------------------- | ----------------------------------------------------------- | ----------------------------------------------------------- | ----------------------------------------------------------- | ----------------------------------------------------------- | ----------------------------------------------------------- | ----------------------------------------------------------- | ----------------------------------------------------------- |
| Partido político                                            | 2023                                                        | 2023                                                        | 2023                                                        | 2019                                                        | 2019                                                        | 2019                                                        | 2015                                                        | 2015                                                        | 2015                                                        | 2011                                                        | 2011                                                        | 2011                                                        | 2007                                                        | 2007                                                        | 2007                                                        |
| Partido político                                            | Votos                                                       | %                                                           | Concejales                                                  | Votos                                                       | %                                                           | Concejales                                                  | Votos                                                       | %                                                           | Concejales                                                  | Votos                                                       | %                                                           | Concejales                                                  | Votos                                                       | %                                                           | Concejales                                                  |
| Partido Popular (PP)                                        | 418                                                         | 53.52                                                       | 5                                                           | 366                                                         | 48.03                                                       | 5                                                           | 364                                                         | 60,87                                                       | 6                                                           | 478                                                         | 69,48                                                       | 7                                                           | 464                                                         | 66,67                                                       | 6                                                           |
| Partido Socialista Obrero Español (PSOE)                    | 154                                                         | 19.71                                                       | 2                                                           | 194                                                         | 25.46                                                       | 2                                                           | 204                                                         | 34,11                                                       | 3                                                           | 182                                                         | 26,45                                                       | 2                                                           | 210                                                         | 30,17                                                       | 3                                                           |
| Paramo Vivo (PV)                                            | 94                                                          | 12.03                                                       | 1                                                           |                                                             |                                                             |                                                             |                                                             |                                                             |                                                             |                                                             |                                                             |                                                             |                                                             |                                                             |                                                             |
| Unión del Pueblo Leonés (UPL)                               | 93                                                          | 11.9                                                        | 1                                                           | 69                                                          | 9.06                                                        | 1                                                           |                                                             |                                                             |                                                             |                                                             |                                                             |                                                             |                                                             |                                                             |                                                             |
| Vox                                                         | 15                                                          | 1.92                                                        | 0                                                           |                                                             |                                                             |                                                             |                                                             |                                                             |                                                             |                                                             |                                                             |                                                             |                                                             |                                                             |                                                             |
| Ciudadanos (CS)                                             |                                                             |                                                             |                                                             | 125                                                         | 16.4                                                        | 1                                                           |                                                             |                                                             |                                                             |                                                             |                                                             |                                                             |                                                             |                                                             |                                                             |

## Cultura

### Patrimonio

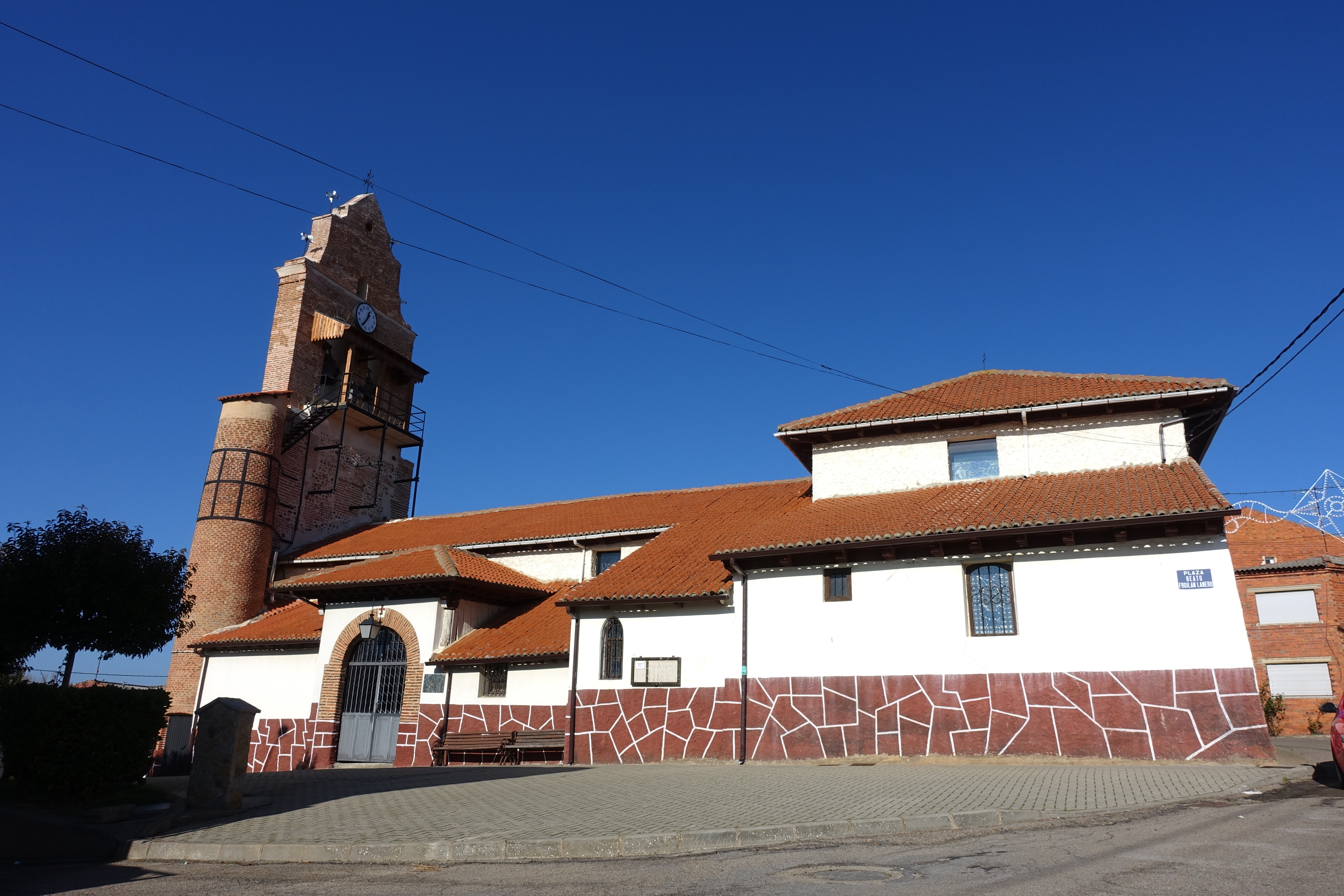
Iglesia de Santiago Apóstol

- Torre de espadaña: construida entre finales del siglo XVII y principios del XVIII parece haber sido terminada hacia 1707, fecha en que se funden dos de las campanas que hoy se pueden contemplar. Es de canto rodado la parte inferior y de ladrillo la superior. La puerta data de 1735. En su parte superior destacan unos relieves, referidos a la batalla de Clavijo, donde está representada la aparición de Santiago al rey Ramiro I y la victoria de este frente Abderramán II.
- Retablo del altar mayor: de estilo churrigueresco, en su parte central sobresale una talla ecuestre de Santiago de considerables dimensiones con espada en alto, bandera blanca y roja con un moro vencido a sus pies y sombrero a la federica. Sobre la hornacina resalta un escudo con la cruz de la Orden de Santiago flanqueada por dos conchas. Remata el conjunto una airosa corona. Destacan además tres lienzos. Uno situado en la parte superior central que representa a Jesús crucificado con la Virgen y San Juan a su lado. Los otros dos, situados en la parte inferior, nos muestran la aparición de la Virgen del Pilar a Santiago y la de este al rey Ramiro en la batalla de Clavijo. Forman también parte del conjunto dos tallas policromadas situadas en la parte superior del retablo: la de la izquierda es Santiago, en forma de peregrino, y la de la derecha representa a San Claudio. El conjunto lo completan dos capillas laterales. La de la izquierda, conocida vulgarmente aunque impropiamente como del Rosario, está dedicada a la Inmaculada. La de la derecha, aunque presidida por una imagen moderna de la Inmaculada, está dedicada a las ánimas del purgatorio, representadas en un lienzo situado en la parte inferior del retablo.

### Festividades
- En Villadangos del Páramo: Pascua de Resurrección y Santiago Apóstol (25 julio). La Batalla de Villadangos: Segundo fin de semana de agosto
- En Celadilla del Páramo: San Blas (3 de febrero) y San Juan Degollado (28 de agosto).
- En Fojedo del Páramo: San Miguel de Mayo (8 de mayo) y la Epifanía (6 de enero)